# Поверхность Каталана

A Catalan surface.

Поверхность Каталана — линейчатая поверхность, прямолинейные образующие которой параллельны одной и той же плоскости. Её стрикционная линия плоская. Радиус-вектор поверхности Каталана: 
{\displaystyle r=\rho (u)+v\cdot l(u),}
причём {\displaystyle l''\not =0,\ (l,l',l'')=0}. Если все образующие поверхности Каталана пересекают одну и ту же прямую, то она является коноидом.